# Tarzan und der goldene Löwe
Tarzan und der goldene Löwe (Originaltitel: Tarzan and the Golden Lion) ist ein US-amerikanischer Abenteuerfilm von J. P. McGowan aus dem Jahr 1927 nach dem gleichnamigen Roman von Edgar Rice Burroughs.

## Handlung
Lord Greystoke lebt als Tarzan in seinem Domizil im Herzen Afrikas. Er wartet auf die Ankunft einiger Familienangehöriger, darunter seiner Frau, seiner Schwester Betty und deren Verlobten. Hinzu kommt noch Jack Bradley, der für die Greystokes arbeitet. 
Der Eingeborene Weesimbo erzählt Tarzan von einer geheimnisvollen Stadt aus Diamanten, aus der er entflohen sei. Tarzan zieht dem erwarteten Besuch entgegen und kann den Angriff des skrupellosen Verbrechers Esteban auf die Gruppe abschlagen. Als Tarzan auf die Jagd geht, greift Esteban das ungeschützte Heim an und nimmt Betty gefangen. Mit dem Löwen Jad-Bal-Ja nimmt Tarzan die Verfolgung auf.
Cadj, der Hohepriester im Diamantenpalast, erfährt von der Ankunft von Esteban und seiner Bande. Cadj lässt Betty entführen, doch er will sie nicht retten, sondern seinem Löwengott Numa opfern. Weesimbo zeigt Tarzan den Weg in die Stadt. Tarzan tötet Numa und wird wegen seiner Beziehung zu Jad-Bal-Ja, der Esteban tötet, als neuer Gott angesehen.

## Hintergrund
James Pierce war Gast auf einer Party des Schriftstellers und Tarzan-Erfinders Edgar Rice Burroughs. Burroughs überzeugte Pierce, als vierter Tarzandarsteller zu arbeiten und die geplante Rolle eines Fliegers in dem Drama Wings abzulehnen (diese Rolle wurde später mit Gary Cooper besetzt). Er wurde später der Schwiegersohn des Autors.
Der Film wurde im 20. März 1927 uraufgeführt. In Deutschland erschien er in einer restaurierten Fassung am 1. Dezember 1996 im deutschen Fernsehen in einer Ausstrahlung des Kultursenders ARTE. Zuvor war der lange Zeit als verschollen geltende Film als französische Kopie in den 1990er Jahren wieder aufgetaucht.

## Kritiken
Für das Lexikon des internationalen Films war Tarzan und der goldene Löwe schlicht „[e]ine frühe Tarzan-Adaption als Stummfilmfassung, in der Tochter und Schwiegersohn des Tarzan-Erfinders Edgar Rice Burroughs die Hauptrollen spielen“.